# Théorème de Bernstein sur les fonctions totalement monotones
Pour les articles homonymes, voir Théorème de Bernstein.
En analyse fonctionnelle, une branche des mathématiques, le théorème de Bernstein établit que toute fonction à valeurs réelles sur la demi-droite des réels positifs qui est totalement monotone est une combinaison (dans un cas important, une moyenne pondérée ou une espérance mathématique) d'exponentielles.

## Énoncé
La « monotonie totale » d'une fonction f sur ]0, +∞[ signifie qu'elle est indéfiniment dérivable sur cet intervalle et que pour tout entier naturel n,
{\displaystyle (-1)^{n}{\mathrm {d} ^{n} \over \mathrm {d} t^{n}}f\geq 0}.
On dit aussi que f est complètement monotone sur ]0, +∞[. On dit qu'elle est complètement monotone sur [0, +∞[ si elle est de plus définie et continue à droite en 0.
La moyenne pondérée peut alors être caractérisée :
Théorème — Une fonction f est complètement monotone sur ]0, +∞[ (resp. [0, +∞[) (si et) seulement s'il existe une fonction croissante (resp. croissante et bornée) {\displaystyle g:\left[0,+\infty \right[\to \mathbb {R} } telle que pour tout x > 0 (resp. x ≥ 0) :
{\displaystyle f(x)=\int _{0}^{\infty }\operatorname {e} ^{-xt}~\mathrm {d} g(t)}.
Dans un langage plus abstrait, le théorème caractérise les transformées de Laplace des mesures de Borel positives sur [0, +∞[. Sous cette forme, il est connu sous le nom de théorème de Bernstein-Widder, ou de Hausdorff-Bernstein-Widder. Felix Hausdorff, dans sa solution au problème des moments, avait déjà caractérisé les suites complètement monotones.
On peut donner une autre interprétation au théorème, au moins dans le cas où la fonction est continue à droite en 0 : on peut alors montrer que l'ensemble des fonctions totalement monotones telles que f(0) = 1 est convexe (c'est trivial) et compact pour la topologie de la convergence simple. Les exponentielles à exposant négatif sont les points extrémaux de ce compact convexe, et le théorème de Bernstein traduit la représentation intégrale de Choquet. On trouvera les détails dans le livre de Peter Lax.